# Triplectides tigrinus
Triplectides tigrinus là một loài Trichoptera trong họ Leptoceridae. Chúng phân bố ở miền Australasia.